# Metacarcinus edwardsii
Metacarcinus edwardsii is een krabbensoort uit de familie van de Cancridae. De wetenschappelijke naam van de soort is voor het eerst geldig gepubliceerd in 1835 door Bell.